# Command & Conquer: Tiberian Sun
Command & Conquer: Tiberian Sun is een real-time strategy computerspel, ontwikkeld door Westwood Studios en uitgegeven door Electronic Arts in 1999. Het is het vervolg op Command & Conquer: Tiberian Dawn en het tweede real-time strategy spel in de Command & Conquer-reeks dat zich afspeelt in het Tiberian universum.

## Verhaallijn
Het spel speelt zich meer dan 20 jaar na de gebeurtenissen in Tiberian Dawn af. Het Tiberium heeft zich intussen in grote mate verspreid waardoor vele dieren en planten zijn gestorven of gemuteerd in allerlei vreemde gedrochten.
De Global Defense Initiative (GDI) heeft door de opmars van het Tiberium een groot deel van de wereldbevolking moeten verhuizen naar koudere gebieden om besmetting en blootstelling te voorkomen. Na het ogenschijnlijk verlies van hun leider, Kane, heeft de Brotherhood of Nod (Nod) zich in onderaardse grotten verschanst ter bescherming tegen het Tiberium. Kane blijkt niet dood te zijn na de gebeurtenissen in Tiberian Dawn en hij keert terug. Kane kwam erachter dat zijn verlies aan de gevoelens van zijn soldaten te danken en voerde gruwelijke experimenten uit: mensen tot leven wekken, zodat ze geen gevoelens hadden en alle orders van Kane zouden opvolgen.Door dit experiment kunnen ze cyborgs trainen in de hand of nod.
Een derde partij, de Forgotten, is ook betrokken bij het conflict: eenheden die gemuteerd zijn in het Tiberium. Zij hebben zich aangepast aan het leven in een wereld met Tiberium. De Forgotten eenheden, voornamelijk infanterie, kunnen genezen in Tiberium. Ze staan onder leiding van Tratos (in de full motion video's gespeeld door Christopher Winfield). Ze zijn te vergelijken met de Fremen uit Frank Herberts Duinromans die de inspiratie vormden voor de computerspellenserie Dune, de voorloper van Command & Conquer.

## Ontvangst
| Beoordeeld door                | Datum             | Score |
| ------------------------------ | ----------------- | ----- |
| The DOS Spirit                 | 28 februari 2010  | 90%   |
| GameSpy                        | 4 september 1999  | 85%   |
| Gamezilla                      | 28 september 1999 | 85%   |
| PC Player (Duitsland)          | november 1999     | 83%   |
| incite PC Gaming               | december 1999     | 80%   |
| Absolute Games (AG.ru)         | 27 augustus 1999  | 80%   |
| Game Revolution                | 1 september 1999  | 75%   |
| Adrenaline Vault, The (AVault) | 17 september 1999 | 70%   |
| Spel för Alla                  | oktober 1999      | 60%   |
| GamePro (USA)                  | 7 juli 2005       | 40%   |